# The Human Abstract
The Human Abstract waren eine Progressive-Metal-Band mit neo-klassischen Elementen. Die Band stammte aus Los Angeles, Kalifornien. Der Name der Band stammt von einem gleichnamigen Gedicht von William Blake (Songs of Experience, 1794).

## Geschichte
Gitarrist Dean Herrera und Gitarrist/Keyboarder A. J. Minette gründeten The Human Abstract im Jahre 2004, zusammen mit Schlagzeuger Brett Powell, Bassist Kenny Arehart, und Sänger Nick Olaerts. Die Band nahm einige Demos auf und spielte auf regionalen Konzerten, bevor sie schließlich 2005 bei der Plattenfirma Hopeless Records unterschrieben. Kurz nach dem Plattenvertrag bei Hopeless Records wurde Sänger Nick Olaerts durch Nathan Ells ersetzt.
Nathan Ells kam in die Band, noch bevor sie ins Studio ging, um ihr Debütalbum Nocturne aufzunehmen. Es erschien bei Hopeless Records am 22. August 2006. Ihr aktuelles Album Midheaven erschien am 19. August 2008.
Die Band wird von den Kritikern vor allem für ihre technischen Fertigkeiten und ihre Bühnenperformance gelobt. In der Vergangenheit waren sie viel auf Tour, u. a. mit Bands wie All That Remains, God Forbid, Misery Signals, The Devil Wears Prada, Every Time I Die, The Bled, August Burns Red, Shai Hulud, The Gorgeous, Protest the Hero, It Dies Today, Mushroomhead, Mnemic, Goatwhore, Arsis, und The Chariot. Des Weiteren war die Band 2007 auf der Warped Tour Smartpunk-Stage. The Human Abstract traten 2008 auf der Take-Action-Tour zusammen mit From First to Last, The Bled und August Burns Red auf.
Während der Aufnahmen zu Midheaven bemerkten die Fans, dass Lead-Gitarrist A. J. Minette auf keinem der Studiobilder auf der Myspace-Seite der Band zu sehen war, stattdessen Gitarrist Andrew Tapley. Dies gab Grund zur Annahme, dass Minette die Band verlassen hat. Es gab keine offizielle Stellungnahme, bis er mit dem Satz „I don't feel like I can keep on crossing the Rubicon over and over“ zitiert wurde. Der Rest der Band dachte, dass es „ein Schlag ins Gesicht der Leute wäre, die auf unseren Konzerten waren und uns unterstützen“, wenn man nun den Sound der Band total ändern würde.
Ende 2011 gab die Band schließlich ihre Auflösung bekannt. Ein offizielles Statement der Band lautete: „Folks, we are not looking for a new vocalist. We are not touring anytime soon. I think it's only fair you guys know that we're on 'break or hiatus if you will.' I don't know why we haven't said anything. I guess it's because there is always that 'maybe if something happens, etc..etc…' Or maybe it's hard for us to realize the reality of our situation, the band's situation, to finally let go. I'll be honest when I say the following: Periphery and Never Say Die were our last tours together as a band.“

## Diskografie
- 2005: The Human Abstract (EP)
- 2006: Nocturne
- 2008: Midheaven
- 2011: Digital Veil